# 58 (число)
58 (п'ятдеся́т ві́сім) — натуральне число між  57 та  59.

## У математиці
- 2  58  = 288230376151711744
- Сума перших семи  простих чисел

## У науці
- Атомний номер  церію

## В інших областях
- 58 рік, 58 рік до н. е., 1958 рік
- ASCII-код символу «:»
- 58 —  Код суб'єкта Російської Федерації і Код ГИБДД-ДАІ  Пензенської області.